# Peak Records
Peak Records is een Amerikaans platenlabel voor jazz en smooth jazz, in 1994 opgericht door Russ Freeman van The Rippingtons en Andi Howard. Peak Records maakte toen deel uit van GRP Records.
De eerste platen op het label waren van The Rippingtons en Mark Williamson. Rond 1997 werd het een onafhankelijk sublabel van Windham Hill Records, in 2000 verhuisde het naar Concord Records.
Musici die op het label uitkwamen zijn onder meer Gerald Albright, All-4-One, Marc Antoine, Regina Belle, David Benoit, Wayne Brady, Norman Brown, Peabo Bryson, Will Downing, Jeff Lorber, Eric Marienthal, Lee Ritenour en Peter White.